# Franco Radman
Franco Radman (ur. 26 grudnia 1936) – włoski lekkoatleta, który specjalizował się w rzucie oszczepem.
Złoty medalista igrzysk śródziemnomorskich w 1967. Uzyskał wówczas rezultat 69,02. Dwukrotny mistrz Włoch - w 1962 i 1967. Rekord życiowy: 80,89 (4 września 1965, Rzym).